# Scotorythra idolias
Scotorythra idolias là một loài bướm đêm trong họ Geometridae.